# 大唐荣耀
《大唐榮耀》，是2017年中國大陸古裝電視劇，於2016年7月開拍，同年12月殺青。由景甜，任嘉倫，萬茜，舒暢、秦俊杰、于小偉、茅子俊等領銜主演。
該劇改編自滄溟水的小說《大唐后妃傳之珍珠傳奇》，講述了吴興才女沈珍珠在經歷血海深仇、深宫爭鬥、安史之亂後與廣平王李俶不離不棄，始終堅守家國大義的故事。
《大唐榮耀》共分兩部，第1季以日播形式，於2017年1月29日在北京衛視、安徽衛視以日播方式首播；第2季以週播形式，於2017年4月3日於北京衛視及安徽衛視首播，而騰訊影視會員能在4月17日起優先收看全集。台灣由LiTV 線上影視同步播出。

## 播出時間
| 頻道         | 所在地   | 劇名                                                                | 集數      | 播映日期      | 播出時間         |
| 北京衛視     | 中国大陆 | 《大唐榮耀》第1季                                                   | 第1-60集  | 2017年1月29日 | 每晚 19:30       |
| 北京衛視     | 中国大陆 | 《大唐榮耀》第2季                                                   | 第61-82集 | 2017年4月3日  | 週一至週三 22:00 |
| 安徽衛視     | 中国大陆 | 《大唐榮耀》第1季                                                   | 第1-60集  | 2017年1月29日 | 每晚 19:30       |
| 安徽衛視     | 中国大陆 | 《大唐榮耀》第2季                                                   | 第61-82集 | 2017年4月3日  | 週一至週三 22:00 |
| 東森戲劇台   | 臺灣     | 《大唐榮耀》                                                        | 共82集    | 2018年1月22日 | 週一至週五       |
| 愛爾達綜合台 | 臺灣     | 《大唐榮耀》                                                        | 共82集    | 2018年1月24日 | 週一至週五       |
| 銀河頻道     | 日本     | 《大唐榮耀》第1季 《大唐榮耀》第2季                                 |           | 2018年4月9日  | 週一至週五 23:00 |
| 澳廣視       | 澳門     | 《大唐榮耀》第1季（設有粵語配音） 《大唐榮耀》第2季（設有粵語配音） |           | 2020年3月16日 | 週一至週五 20:00 |

## 劇情簡介

### 第一季
沈珍珠出身名門，被選為廣平王李俶之妃，生下長子唐德宗李适，後被李适追封為睿真皇后。她是一介江南女子，内心善良，心存社稷，與人為善。原發誓非幼時救命恩人不嫁的她，為查沈家滅門血案而嫁入廣平王府。雖然後来確定李俶就是自己的救命恩人，卻被真凶設計，誤認為李俶是滅自己家門的凶手。誤會化解之後安史之亂爆發，卻被困在落難的長安城中，與李俶分隔兩地。離散之中雖有青梅竹馬安慶緒對其追求，仍坚守對李俶的爱。唐軍收復長安後，宣布流散之人不得入宫，但李俶一心要接珍珠回来。這宫城中仍有上演不完的爾虞我詐，只是珍珠在李俶身邊，與其共同進退。唐肅宗時期，皇室內憂外患。三皇子李倓受張皇后誣陷而亡，李俶身為皇兄悲痛不已，對父皇和朝政心灰意冷，頹喪度日。

### 第二季
朝堂之上，張皇后和史思明趁機中傷李俶，致李俶兵權被奪。為使李俶振作重獲肅宗重用，獨孤靖瑤提出嫁入王府協助李俶。為了李俶和大唐王朝的未来，珍珠主動讓李俶迎娶獨孤靖瑤。之後李俶被立為太子，於肅宗病重時代為監國，張皇后圖謀另立太子，但詭計遭忠臣李佖識破，李俶太子之位得保。大勢已去的張皇后拼死掙扎，試圖绑架珍珠以要挟李俶，宦官李輔國知張皇后已是強弩之末，轉助李俶在病危的肅宗面前揭穿張皇后的真面目。李俶成功平叛，大唐動盪許久的江山重歸稳固，幾經波折總算團圓的李俶和珍珠，卻再次面臨生離死别，為守護皇室多年盡心盡力的李俶，雖登上皇位，卻只能獨自一人守著這萬里山河，延續大唐榮耀。

## 演员表

### 主要角色
| 演员                | 配音   | 角色     | 备注 |
| 景甜 童年：许烁     | 刘校妤 | 沈珍珠   | 吴興才女→沈孺人→一品鎮國夫人→廣平王妃→楚王妃→高夫子→大燕皇后→太子妃 吳興太守沈易直之女，廣平王李俶之妃，有吳興才女之稱。李俶摯愛。慕容林致之好友。 知書達禮，品行優良，內心善良，待人接物皆展現出其不凡的智慧。劇情發展 - 她溫婉端莊，清婉雋秀。擁有著知書達禮的才識，和德才兼備的優良品行，嫁入廣平王府，被封為沈孺人，享正妃之禮，並赢得李俶一生對她無法忘懷。她内心善良，心存社稷，與人為善。雖然是一柔弱女子，卻數次挺身而出，助夫君平復宫廷鬥爭、登上皇位。 - 幼時曾在太湖為李俶所救，便一見傾心，並許下誓言今生非他不嫁。後因一心想查出沈家滅門血案的真相而嫁入廣平王府。後來發現當年的太湖公子便是如今身旁的夫君。 - 曾誤會李俶為沈家血案的兇手，因一心想替沈家報仇而殺害李俶數次，然皆未成功。 - 因太子妃張氏擔心其身為慕容林致之好友，可能得知自己與史思明的秘密，欲殺其滅口，便利用其迫切想找回沈安的心，被何靈依與阿奇娜設計陷害，阿奇娜給沈珍珠服下又瞎又啞的毒藥丸。半路上遇到默延啜，將灰頭土臉且又瞎又啞的沈珍珠救下，但默延啜並未認出她。然在一次雪崩後，沈珍珠情急之下喊出了聲音，默延啜才發現眼前像乞丐的女人是沈珍珠。而沈珍珠的失明之毒，後來則是由安慶緒解毒醫治之。 - 安史之亂時，生下李适後血崩，數日皆須待在床上休養，太子妃張氏、韓國夫人、崔彩屏故意不通知沈珍珠皇室撤離消息，將她留在廣平王府中。 - 長安城被叛軍安祿山侵佔稱帝，沈珍珠被困於廣平王府，便躲進廣平王書房的暗格中，等待風生衣救援，並決定從密道要離，消息卻被何靈依透露給安慶緒知道，在密道出口被安軍逮到，沈珍珠讓安慶緒放走風生衣等人，自己卻被帶上刑台，安慶緒在安祿山的面前假裝親手殺了她，後再由安慶緒救回，但仍被安慶緒困在長安。 - 安祿山稱帝後，下旨命安慶緒與獨孤靖瑤成親，實為奪獨孤家兵權。因獨孤靖瑤不願嫁給不愛之人，便下迷藥讓沈珍珠披上嫁衣代嫁，但後來獨孤靖瑤得知安慶緒在大婚之時殺害獨孤一家，便生氣地把沈珍珠救走。 - 李俶放心不下沈珍珠一人待在叛軍宮中，他與風生衣和默延啜喬裝成宮廷樂師，混入叛軍宮中找機會救出了沈珍珠。 - 唐肅宗李亨為求與回紇結盟對抗叛軍，而葉護身為回紇可汗默延啜之義子，拜沈珍珠為姊又敬她為母，以統領的回紇大軍施壓予李亨，逼著他不得不把被關在寺廟祈福的沈珍珠召回，並加封為一品鎮國夫人。 |
| 任嘉伦 童年：陈鸿锦 | 张杰   | 李俶     | 廣平王→楚王→太子→唐代宗 唐玄宗之長孫，唐肅宗之長子，沈珍珠之夫君。珍珠摯愛。 文武雙全，責任心重，做事縝密，心地善良，有情有義。劇情發展 - 年少时即展現出德才兼備的皇子風貌，不僅在奸相李林甫、楊國忠獨攬大權時期，極力維繫唐玄宗對東宮的信任與觀感，匡正奸臣對朝政的危害，更於安史之亂中，扛起復興皇室與家國，扶持太子登基的重任。 - 本视婚姻为政治任务的他，在认识沈珍珠后，被她的才貌與學識深深吸引。即便因安史之乱与珍珠分离仍对她念念不忘，在平定安史乱后，更是不顾宫廷规矩无论如何都要接回珍珠。 |
| 万茜                | 邱秋   | 独孤靖瑶 | 独孤将军→独孤孺人→独孤良娣 雲南王之女，巾幗不讓鬚眉的女將軍。劇情發展 - 安史之亂時，隨其父雲南王獨孤成與安祿山、史思明等一同起兵謀反。然安祿山稱帝後，因擔心獨孤家勢力過大，下旨命其嫁于安慶緒，實為奪獨孤家兵權，但因獨孤靖瑤願不嫁給不愛之人，便下迷藥讓沈珍珠披上嫁衣代嫁，後得知安慶緒在大婚之時殺害獨孤家，便生氣地把沈珍珠從花轎上救走。後化名為屠安將軍，躲在小村落中伺機報仇，欲手刃安慶緒。 - 對李俶一見傾心，後随李俶征戰，長時間相處後更加喜歡李俶，也因此介入了沈珍珠和李俶的感情之間。 - 雖然嫁给了廣平王，成為妾室，卻從未得到他的心。 - 後來為了得到他的心不擇手段，下毒李俶，並以李俶的安危威脅沈珍珠，迫使沈珍珠與李俶和離。 |
| 舒畅                | 乔诗语 | 慕容林致 | 小神醫→建宁王妃→小神醫 怀化大将军慕容城之女。珍珠之好友。建寧王之妃。 一名神医，乃神醫長孫鄂之徒。劇情發展 - 蕙質蘭心，生性温婉、善良、端莊。 - 醫術高超，並開設濟世堂為窮人免費治病。 - 與建寧王一見鍾情，被賜婚予建寧王，成為建寧王妃。 - 曾替太子李亨把脈後發現其已無生育能力，又意外撞見太子妃張氏和陌生男子（史思明）幽會，便發現太子妃張氏腹中懷的並非太子李亨之子，而是史思明之子。因得知太子妃張氏的秘密而被绑架，欲將其殺害滅口。後輾轉被販賣為娼，雖被建寧王找回，卻被迫與其和離。 - 後因打擊過大罹患失魂症，忘卻所有痛苦回憶。但後因李倓多次出現於面前，又偽裝濟世堂打雜工，而喚醒一切記憶。 - 經歷許多痛苦的她，並没有聖母般地原諒，也没有復仇，也没有假作放下，她選擇轉身。 |
| 秦俊杰              | 原声   | 李倓     | 建宁王 唐玄宗之孫，唐肅宗之三子。與李俶、李婼關係甚好。慕容林致之夫。劇情發展 - 英俊、多情、單純、灑脫不羈，英毅有才略且善騎射、用劍。 - 敬重兄長，愛護妹妹。 - 對慕容林致一見鍾情，一心想娶慕容林致成為他的建寧王妃，並許下「生死契闊，與子成悅」之諾言。 - 卻因不夠成熟，對於慕容林致受辱之事太過在意、太過鑽牛角尖，於是天天出門買醉，沒有陪伴慕容林致度過最痛苦的時刻，因而重傷了她的心，也因此親手葬送了一生的幸福、終身的摯愛，被迫與其和離。 - 後來想明白了，便打起精神，決定隨郭子儀將軍去軍中好好歷練。 - 在安史之亂中，毅然擔起了責任，屢次建功，可憐生在皇家，適逢亂世雖幸未死於戰場，卻因張皇后陷害而被唐肅宗賜死，並被李輔國及何靈依以慕容林致的性命要求寫下認罪書，最終在慕容林致的面前死去。 |
| 于小伟              | 张震   | 默延啜   | 葛勒可汗 与李俶为多年好友，数次襄助李俶与沈珍珠脱离危难，至死為改初心。后为李婼之夫。劇情發展 - 遭葉護怨懟並於每日飯菜中下毒，最終毒發身亡。 |
| 茅子俊 童年：黄毅   | 魏超   | 安庆绪   | 副使→大燕晋王→大燕皇帝 安祿山之次子，慕容林致之師兄。喜歡沈珍珠。 劇情發展 - 自幼缺爱，性情孤僻、偏执，外表看似内向，实则實則新機深沉，精通騎馬、射箭和醫術。 - 其母親與珍珠之母親為閨中密友，後忍受不了安祿山的暴虐，便帶著安慶緒回到吳興借住沈家，安慶續因而認識了珍珠並愛上珍珠，珍珠是他生命里最初也是最终的暧色，不過安家和沈家交往並不多。 - 隨父叛變後，因愛情與王位皆不可得，憤而弑父奪位。 - 最終為救沈珍珠，死於史思明之手。 |

### 大唐王朝

#### 皇族
| 演员                | 配音   | 角色     | 备注 |
| 秦汉                | 刘琮   | 李隆基   | 唐玄宗 安史之乱后将皇位传给唐肃宗，被尊為太上皇。 |
| 曾黎                | 杨希   | 杨玉环   | 杨贵妃 唐玄宗之贵妃。 崔彩屏之姨母。 于第42集死于马嵬驿之变。 |
| 王勁松              | 原声   | 李亨     | 太子→唐肃宗 李俶、李係、李倓、李婼之父。劇情發展 自登基成為皇帝後，與在東宮當太子時相比，就像變了一個人一樣，且經常聽信張皇后讒言，加上自尊心作祟也不願看見自己的皇子比自己強，導致常常誤會自己的皇子的忠心。 駕崩前，看清了張皇后的真面目，廢了張皇后，處死李係，傳位給李俶。 |
| 方晓莉              | 郝幽玥 | 韦妃     | 太子妃→了緣師父 李俶之養母，李倓、李婼之母。劇情發展 因唐玄宗聽信楊國忠栽贓韋妃兄長擁立太子謀反，韋氏一族被誅殺。 太子李亨憂心會受到牽連而與其和離，遂削髮出家。 後雖玄宗已經為韋氏家翻案，洗脫冤屈，仍不願再捲入京城的紛爭之中，只想回到吳興老家度過餘生。 |
| 刘威葳              |        | 张皇后   | 张良娣→太子妃→张皇后→廢后 李佋之母。劇情發展 為人陰險狠毒、野心大，三番兩次想除掉李俶和沈珍珠。 曾與史思明有一段情，後因認為太子李亨已無生育能力，便與史思明幽會，並懷上史思明之子，生下李佋，假冒為太子李亨之子。 秘密意外被慕容林致得知後，而將其绑架欲殺害滅口，同時擔心慕容林致的好友沈珍珠也得知此事，便想一併將其殺害，然皆未成功。 為了陷害李倓而親手悶死李佋，成功使李倓慘遭賜死。 沈家滅門血案之元凶。 與趙王李係逼宮未果，以刀狹持沈珍珠，後與其發生扭打，一頭撞死。 |
| 朴铄                | 姜广涛 | 李       | 南陽王→趙王 唐玄宗之孫，唐肅宗之二子。 李俶、李倓、李婼異母之兄弟。劇情發展 個性好大喜功，欠缺謀略。 與張皇后逼宮未果，遭唐肅宗下令處死。 |
| 张维娜              | 徐佳琦 | 李婼     | 德宁郡主→宁国公主→回纥可贺敦 李俶、李係、李倓之妹。劇情發展 敢愛敢恨，爛漫清純，爽朗大方，心思澄澈。 因一次機緣巧合下，為安慶緒所救，而深愛安慶緒無法自拔。 後為救沈珍珠聲譽，主動請旨願與回紇和親，遠嫁回紇，成為可汗默延啜之妻。 |
| 徐崴罗 童年：大宝   |        | 李佋     | 唐肅宗之么子 實為張皇后與史思明之子。後被張皇后親自摀住口鼻而亡。 |
| 杨明娜              | 刘芊含 | 韩国夫人 | 韓國夫人 杨玉环之長姐。 崔彩屏之母。 于第42集死于马嵬驿之变。 |
| 汤晶媚              | 露西   | 崔彩屏   | 崔孺人→广平王妃→崔孺人 杨玉环、杨国忠之外甥女。 韩国夫人之女。劇情發展 出身名門，為人專橫驕縱。 自幼喜歡李俶，因背後有姨母、舅舅撑腰，如願以償被賜婚予李俶，成為廣平王妃。 後因馬嵬之變，母族皆遭處刑而疯癫，最終被灵儿下蛊操纵而亡。 |
| 马闻远              |        | 李承寀   | 敦煌王 李俶的堂兄弟，哲米依之夫。 |
| 章哲谕 幼年：董泽宸 |        | 李适     | 唐德宗 李俶、沈珍珠之子。 |
|                     |        | 李昇平   | 李俶、沈珍珠之女。 |
| 耿黎明              |        | 裴良娣   | 裴良娣→裴贵妃 肅宗妾室，后因刺客误杀致死。 |

#### 前朝
| 演员        | 配音   | 角色        | 备注 |
| 杜源        |        | 杨国忠      | 唐玄宗的宰相 大唐天寶年間第一奸臣。為人陰險狡詐，貪婪妄想。 崔彩屏之舅舅。 於第42集死于马嵬驿之变。                                                                       |
| 马晓峰      | 冯盛   | 高力士      | 唐玄宗的宦官 |
| 李天柱      | 严燕生 | 李辅国      | 唐肅宗的宦官 表面上雖為唐肅宗的宦官，實乃張皇后的人，曾多次加害李俶、沈珍珠和慕容林致。 後因被李俶掌握把柄，便於張皇后逼宮時倒戈。改過自新後与唐肅宗重逢。                |
| 常铖        |        | 李泌        | 隱居山林的李泌大人 與李俶亦師亦友，对朝局十分了解，只不过看着奸佞当道，残害忠良，对朝局失望而已。後放棄對忠良恩怨，全力替李俶岀謀劃策。                                   |
| 曹煜辰      | 马正阳 | 风生衣      | 李俶之死士 與李俶從小一起長大，也是他的貼身護衛。 |
| 呂鵬        | 苏尚卿 | 嚴眀        | 李俶之死士 忠誠於李俶。 |
| 冯粒        |        | 张得玉      | 廣平王府的管家 忠誠於李俶。 |
| 陈之辉      | 范哲琛 | 郭子仪      | 唐朝大将 忠君愛民，為人正直。本對朝中失望意欲請辭，然李俶曉之以理分析利弊，使之茅塞頓開，留在朝中守護江山社稷。                                                           |
| 王铂清      |        | 陳玄禮      | 唐朝大将 |
| 梁婧娴 范梦 | 朱祎   | 何灵依 灵儿 | 李俶之死士→黠戛斯國女臣→大燕軍師 愛慕李俶；實為張皇后之心腹，臥底為李俶之死士，於第32集詐死於大火中，易容後以靈兒樣貌登場。後屢次狠心刺殺李俶與沈珍珠卻都失手。           |
| 张海峰      |        | 程元振      | 內飛龍使 行事忠義，後因張皇后以所有內飛龍史的性命威脅，不得已為張皇后賣命，但終是無法面對自己的內心，輾轉反側之下選擇將實情告訴李俶，在最後的關鍵時刻幫助李俶扳倒張皇后。 |

#### 沈家
| 演员   | 配音   | 角色   | 备注 |
| 沈保平 | 汤水雨 | 沈易直 | 沈家老爷 吴兴太守，沈珍珠之父 死於非命，慘遭沈家灭门案。 |
| 刘芳   | 晏积瑄 | 姜氏   | 沈家夫人 沈珍珠之母。 死於非命，慘遭沈家灭门案。 |
| 黄天崎 |        | 沈安   | 沈家少爷 沈珍珠弟弟。劇情發展 親眼目睹沈家滅門血案全程。後於沈珍珠懷疑李俶為兇手時，證明李俶清白。 後隨長孫鄂學醫，雲遊四方。 |
| 米咪   | 吟良犬 | 素瓷   | 沈家丫鬟 沈珍珠贴身丫鬟。 逸兒之母。劇情發展 安史之亂時，跟隨李婼當女軍，但李婼遭叛軍設計，利用假情報使女軍落入埋伏的陷阱，女軍便全軍覆沒，素瓷也因此失蹤；意外被一名獵戶所救，兩人成婚懷有一子，但不久獵戶意外身亡，正挺著身懷六甲的身軀逃離山賊的追趕時，巧遇李俶與沈珍珠，才將其救下。 後期何靈依以逸兒性命威脅，命其背叛沈珍珠和李俶。在下毒於獨孤靖瑤之時才被發現，然李俶因沈珍珠求情，且念及其護子心切，赦免其死罪。 |
| 徐思雨 | 韩啸   | 红蕊   | 沈家護衛 沈珍珠貼身護衛。 在24集為保護珍珠被何靈依所殺。 |

### 回紇
| 演员                | 配音   | 角色   | 备注 |
| 马程程              | 蔡娜   | 哈丝丽 | 默延啜之可賀敦（妻子） 認為默延啜是殺害她全族的殺人兇手，與尼比斐合作企圖謀反，後謀反未成當場自刎。                                                                                  |
| 陈喆伦 童年：韓昊霖 |        | 移地建 | 英義建功可汗 默延啜與哈絲麗之子。 後繼承汗位。 |
| 赵东泽              | 杨天翔 | 葉護   | 葉護王子 默延啜之義子，稱沈珍珠為姊姊，並敬其為義母。劇情發展 起初敬重默延啜，後怨懟其自甘服從大唐，不願趁安史之亂時奪得天下，而於其每日飯菜中下毒，試圖篡位未果，被默延啜下令處死。 |
| 王小伟              |        | 尼比斐 | 默延啜之弟 想稱王，不滿只有默延啜能當上葛勒可汗之位而與哈絲麗合作企圖謀反，後被默延啜親手刺死。                                                                                      |
| 罗米                |        | 哲米依 | 婢女→敦煌王妃 默延啜之义妹，敦煌王之妻。 |

### 其他角色
| 演员   | 配音     | 角色   | 备注 |
| 林雪   | 张遥函   | 安禄山 | 將軍→大燕圣帝 安庆绪之父。 安史之乱始作俑者之一，后被其子安庆绪弑父篡位。 |
| 卢星宇 | 林强     | 史思明 | 將軍→歸義王→大燕皇帝 張皇后的姘頭，李佋實際上的親生父親。 安史之乱始作俑者之一，后弒君篡位成功。 後期被其子史朝義弒父篡位。                                                                                    |
| 张春仲 | 郭政建   | 万事通 | 知曉天下事的萬事通，李俶和珍珠都曾向他打聽過情報。 |
| 王九胜 | 宝木中阳 | 李白   | 沈珍珠之师父。 |
| 屈刚   |          | 长孙鄂 | 神醫 慕容林致、安慶緒和安兒之師父。後因安慶緒不願救治中毒的廣平王，認為安慶緒心思不正，沒有醫者父母心，和安慶緒斷絕師徒關係。                                                                                  |
| 陈冠宁 |          | 東則布 | 吐蕃將領 阿奇娜之愛人劇情發展 野心勃勃想占領中原，手中握有楊國忠通敵的證據，被李俶所捕。被沈珍珠說服後，歸降唐朝，得知楊國忠陷入他萬結不負之地，被楊國忠陷害之後被沈珍珠和李俶所救。最後仍被楊國忠害死於獄中。 |
| 郭芮溪 | 朱蓉蓉   | 阿奇娜 | 酒店老闆娘→黠戛斯國中鬼將軍 東則布之愛人劇情發展 認為沈珍珠是害死東則布的兇手，讓珍珠暈倒後讓其灌了啞藥帶出城。後在被李俶審問中咬舌自盡。                                                                      |
| 张莘荣 |          | 薛嵩   | 薛將軍 想當統領。曾參與安史之亂的叛軍，後歸順唐朝，封昭義節度使、平陽郡王。后死於靈兒之手 |

## 奖项与荣誉
| 年份 | 頒獎典禮                         | 奖项                             | 结果 |
| 2017 | 第27届浙江电视牡丹奖             | 优秀作品奖                       | 獲獎 |
| 2017 | 2017 百度沸点                    | 年度十大热搜剧 TOP4              | 獲獎 |
| 2017 | 2017年度豆瓣高分大陆电视剧 TOP10 | 2017年度豆瓣高分大陆电视剧 TOP10 | 獲獎 |

## 电视原声带
| 《大唐榮耀》電視劇原聲帶 | 《大唐榮耀》電視劇原聲帶             | 《大唐榮耀》電視劇原聲帶 | 《大唐榮耀》電視劇原聲帶 | 《大唐榮耀》電視劇原聲帶 |
| 曲序                     | 曲目                                 |                          | 作曲                     | 演唱                     |
| ------------------------ | ------------------------------------ | ------------------------ | ------------------------ | ------------------------ |
| 1.                       | 《为江山》（第1季片头曲、第2季插曲） | 段思思                   | 谭璇                     | 孙楠                     |
| 2.                       | 《唐韵》（片尾曲）                   | 李雪漫                   | 谭旋                     | 谭晶                     |
| 3.                       | 《夙念》（插曲）                     | 周洁颖                   | 谭旋                     | 郁可唯                   |
| 4.                       | 《素颜》（插曲）                     | 甘世佳                   | 霍尊                     | 霍尊                     |
| 5.                       | 《为你成全》（插曲）                 | 栾杰                     | 谭旋                     | 万茜、音频怪物           |
| 6.                       | 《荣耀》（第1季插曲、第2季片头曲）   | 陈曦                     | 董冬冬                   | 任嘉倫                   |
| 7.                       | 《珍珠》（第2季片尾曲）              | 陈曦                     | 董冬冬                   | 吉克隽逸                 |

## 收视率
| 中华人民共和国 北京卫视／安徽衛視 首播收视率 （CSM52） |               |          |          |          |          |          |          |                                            |
| 集數                                                   | 播出日期      | 北京卫视 | 北京卫视 | 北京卫视 | 安徽衛視 | 安徽衛視 | 安徽衛視 | 備註                                       |
| 集數                                                   | 播出日期      | 收視率   | 收視份額 | 排名     | 收視率   | 收視份額 | 排名     | 備註                                       |
| 1-2                                                    | 2017年1月29日 | 0.362    | 1.189    | 10       | 0.369    | 1.213    | 9        |                                            |
| 3-4                                                    | 2017年1月30日 | 0.442    | 1.411    | 7        | 0.304    | 0.973    | 18       |                                            |
| 5-6                                                    | 2017年1月31日 | 0.469    | 1.499    | 10       | 0.395    | 1.263    | 14       |                                            |
| 7-8                                                    | 2017年2月1日  | 0.485    | 1.492    | 8        | 0.382    | 1.176    | 16       |                                            |
| 9-10                                                   | 2017年2月2日  | 0.46     | 1.368    | 10       | 0.376    | 1.118    | 17       |                                            |
| 11-12                                                  | 2017年2月3日  | 0.553    | 1.574    | 8        | 0.356    | 1.015    | 16       |                                            |
| 13                                                     | 2017年2月4日  | 0.458    | 1.356    | 10       | 0.408    | 1.212    | 14       |                                            |
| 14-15                                                  | 2017年2月5日  | 0.602    | 1.697    | 7        | 0.373    | 1.051    | 15       |                                            |
| 16-17                                                  | 2017年2月6日  | 0.562    | 1.581    | 9        | 0.403    | 1.136    | 20       |                                            |
| 18-19                                                  | 2017年2月7日  | 0.565    | 1.534    | 11       | 0.404    | 1.098    | 19       | 安徽《海豚剧好看》全国网收视0.39，份额1.1  |
| 20-21                                                  | 2017年2月8日  | 0.538    | 1.466    | 11       | 0.459    | 1.253    | 13       | 安徽《海豚剧好看》全国网收视0.37，份额1.08 |
| 22-23                                                  | 2017年2月9日  | 0.556    | 1.534    | 10       | 0.469    | 1.294    | 13       | 安徽《海豚剧好看》全国网收视0.37，份额1.07 |
| 24-25                                                  | 2017年2月10日 | 0.649    | 1.805    | 7        | 0.55     | 1.534    | 10       |                                            |
| 26                                                     | 2017年2月11日 | 0.479    | 1.41     | 9        | 0.451    | 1.336    | 11       |                                            |
| 27-28                                                  | 2017年2月12日 | 0.612    | 1.729    | 7        | 0.451    | 1.277    | 13       |                                            |
| 29-30                                                  | 2017年2月13日 | 0.531    | 1.5      | 12       | 0.514    | 1.453    | 14       | 安徽《海豚剧好看》全国网收视0.44，份额1.32 |
| 31-32                                                  | 2017年2月14日 | 0.573    | 1.679    | 11       | 0.569    | 1.666    | 12       | 安徽《海豚剧好看》全国网收视0.46，份额1.4  |
| 33-34                                                  | 2017年2月15日 | 0.607    | 1.715    | 10       | 0.493    | 1.396    | 15       | 安徽《海豚剧好看》全国网收视0.36，份额1.09 |
| 35-36                                                  | 2017年2月16日 | 0.604    | 1.735    | 9        | 0.462    | 1.327    | 18       | 安徽《海豚剧好看》全国网收视0.39，份额1.18 |
| 37-38                                                  | 2017年2月17日 | 0.635    | 1.76     | 6        | 0.446    | 1.236    | 15       |                                            |
| 39                                                     | 2017年2月18日 | 0.615    | 1.832    | 7        | 0.404    | 1.206    | 16       |                                            |
| 40-41                                                  | 2017年2月19日 | 0.79     | 2.192    | 6        | 0.443    | 1.231    | 14       |                                            |
| 42-43                                                  | 2017年2月20日 | 0.731    | 2.204    | 8        | 0.556    | 1.543    | 13       | 安徽《海豚剧好看》全国网收视0.47，份额1.45 |
| 44-45                                                  | 2017年2月21日 | 0.607    | 1.665    | 12       | 0.688    | 1.895    | 9        | 安徽《海豚剧好看》全国网收视0.59，份额1.82 |
| 46-47                                                  | 2017年2月22日 | 0.56     | 1.553    | 13       | 0.663    | 1.85     | 10       | 安徽《海豚剧好看》全国网收视0.48，份额1.47 |
| 48-49                                                  | 2017年2月23日 | 0.651    | 1.823    | 9        | 0.582    | 1.643    | 11       | 安徽《海豚剧好看》全国网收视0.4，份额1.21  |
| 50-51                                                  | 2017年2月24日 | 0.692    | 1.913    | 8        | 0.575    | 1.604    | 9        |                                            |
| 52                                                     | 2017年2月25日 | 0.762    | 2.131    | 7        | 0.67     | 1.937    | 9        |                                            |
| 53-54                                                  | 2017年2月26日 | 0.598    | 1.667    | 10       | 0.629    | 1.766    | 9        |                                            |
| 55-56                                                  | 2017年2月27日 | 0.647    | 1.916    | 9        | 0.551    | 1.639    | 12       | 安徽《海豚剧好看》全国网收视0.47，份额1.48 |
| 57-58                                                  | 2017年2月28日 | 0.605    | 1.796    | 11       | 0.565    | 1.684    | 13       | 安徽《海豚剧好看》全国网收视0.47，份额1.49 |
| 59-60                                                  | 2017年3月1日  | 0.75     | 2.174    | 9        | 0.582    | 1.689    | 12       | 安徽《海豚剧好看》全国网收视0.54，份额1.64 |
| 平均收視                                               | 平均收視      | 0.586    | 1.68     | 不適用   | 0.486    | 1.4      | 不適用   |                                            |

1. 同时段或交叉时段主要节目：
  - CCTV-1：《大秦帝国之崛起》
  - CCTV-8：《于成龙》／《青年霍元甲之冲出江湖》／《破晓》
  - 湖南：《孤芳不自赏》／《周末父母》
  - 东方、浙江：《三生三世十里桃花》
  - 江苏：《爱，来得刚好》
2. 数据由广视索福瑞提供，调查范围为四岁以上之观众。
3. 以上收视排名包括央视在内。
4. 资料来源：卫视这些事儿 、TV未知数 、数据狮

| 中国 北京卫视／安徽衛視 首播收视率 （CSM52） |               |          |          |          |          |          |          |      |
| 集數                                         | 播出日期      | 北京卫视 | 北京卫视 | 北京卫视 | 安徽衛視 | 安徽衛視 | 安徽衛視 | 備註 |
| 集數                                         | 播出日期      | 收視率   | 收視份額 | 排名     | 收視率   | 收視份額 | 排名     | 備註 |
| 1-2                                          | 2017年4月3日  | 0.293    | 1.698    | 18       | 0.282    | 1.441    | 19       |      |
| 3-4                                          | 2017年4月4日  | 0.266    | 1.54     | 19       | 0.219    | 1.2      | 20       |      |
| 5-6                                          | 2017年4月5日  | 0.312    | 1.771    | 17       | 0.274    | 1.492    | 19       |      |
| 7-8                                          | 2017年4月10日 | 未上榜   | 未上榜   | 未上榜   | 0.258    | 1.469    | 20       |      |
| 9-10                                         | 2017年4月11日 | 0.337    | 2.16     | 17       | 0.218    | 1.231    | 25       |      |
| 11-12                                        | 2017年4月12日 | 0.341    | 2.033    | 14       | 0.245    | 1.39     | 21       |      |
| 13-14                                        | 2017年4月17日 | 0.259    | 1.639    | 20       | 0.242    | 1.321    | 23       |      |
| 15-16                                        | 2017年4月18日 | 0.285    | 1.784    | 19       | 0.229    | 1.271    | 22       |      |
| 17-18                                        | 2017年4月19日 | 0.294    | 1.979    | 15       | 0.237    | 1.313    | 22       |      |
| 19-20                                        | 2017年4月24日 | 0.286    | 1.946    | 19       | 0.329    | 1.842    | 16       |      |
| 21-22                                        | 2017年4月25日 | 0.282    | 1.79     | 19       | 0.307    | 1.689    | 18       |      |
| 23-24                                        | 2017年4月26日 | 0.269    | 1.719    | 19       | 0.312    | 1.777    | 17       |      |
| 25-26                                        | 2017年5月1日  | 0.261    | 2.051    | 21       | 0.429    | 2.481    | 9        |      |
| 27-28                                        | 2017年5月2日  | 0.318    | 1.947    | 19       | 0.324    | 1.882    | 18       |      |
| 29-30                                        | 2017年5月3日  | 0.356    | 2.259    | 16       | 0.345    | 2.071    | 17       |      |
| 平均收視                                     | 平均收視      | 0.288    | 1.82     | 不適用   | 0.288    | 1.61     | 不適用   |      |

1. 同时段或交叉时段主要节目：
  - 湖南：《不一樣的美男子2》／《择天记》
  - 东方：《射鵰英雄傳》／《求婚大作战》
2. 数据由广视索福瑞提供，调查范围为四岁以上之观众。
3. 以上收视排名包括央视在内。
4. 资料来源：卫视这些事儿 、数据狮

## 電視節目的變遷
| 中国大陆 北京卫视 红星剧场 · 2月21日 19:45-21:15            | 中国大陆 北京卫视 红星剧场 · 2月21日 19:45-21:15 | 中国大陆 北京卫视 红星剧场 · 2月21日 19:45-21:15 |
| ----------------------------------------------------------- | ------------------------------------------------ | ------------------------------------------------ |
|                                                             | 大唐荣耀 （2017年1月29日－2017年3月1日）         |                                                  |
| 2017北京电视台春节联欢晚会（19:30-23:00） （2017年1月28日） | 黎明决战 （2017年3月2日－2017年3月19日）         |                                                  |
| 新剧场                                                      |                                                  |                                                  |
| 青云志II （2017年3月1日－2017年3月28日）                    | 大唐荣耀 II （2017年4月3日－2017年5月3日）       | 龙珠传奇 （2017年5月8日－2017年8月 日）          |

| 中国大陆 安徽卫视 海豚第一剧场             | 中国大陆 安徽卫视 海豚第一剧场             | 中国大陆 安徽卫视 海豚第一剧场          |
| ------------------------------------------ | ------------------------------------------ | --------------------------------------- |
|                                            | 大唐荣耀 （2017年1月29日－2017年3月1日）   |                                         |
| 小草青青 （2016年12月29日－2017年1月23日） | 老爸当家 （2017年3月2日－2017年3月21日）   |                                         |
| 周播剧场                                   |                                            |                                         |
| 青云志II （2017年3月1日－2017年3月28日）   | 大唐荣耀 II （2017年4月3日－2017年5月3日） | 龙珠传奇 （2017年5月8日－2017年8月 日） |

| 臺灣 東森戲劇台 星期一至五 22:00 - 00:00                                                                           | 臺灣 東森戲劇台 星期一至五 22:00 - 00:00                                                           | 臺灣 東森戲劇台 星期一至五 22:00 - 00:00 |
| --- | -------------------------------------------------------------------------------------------------- | ---------------------------------------- |
| | 大唐榮耀 （2018年1月22日－2018年3月19日）                                                          |                                          |
| 當你沉睡時（22:00-23:00） （2017年12月21日－2018年1月19日）泡泡糖（23:00-00:00） （2017年12月21日－2018年1月18日） | 浪漫醫生金師傅（重播） （2018年3月20日－2018年4月11日）超完美秘書 （2018年4月12日－2018年5月11日） |                                          |

}}